# Трикутник смутку
«Трикутник смутку» (англ. Triangle of Sadness) — фільм 2022 року, поставлений режисером Рубеном Естлундом.
Виробництво картини зупинялося двічі у 2020 році через пандемію COVID-19.
Вийшов у прокат в Україні 8 грудня 2022 року.

## Сюжет
Головні герої — пара моделей, що вирушають у розкішну подорож на яхті. Коли судно тоне, хлопець Карл та дівчина Яя опиняються на безлюдному острові в оточенні мільярдерів та прибиральниці. З усіх пасажирів лише прибиральниця знає, як ловити рибу, а значить — як вижити в обставинах, що склалися .

## У ролях
| Актор             | Роль                         |
| ----------------- | ---------------------------- |
| Гарріс Дікінсон   | Карл                         |
| Чарлбі Дін        | Яя                           |
| Вуді Гаррельсон   | капітан Томас Сміт, марксист |
| Златко Бурич      | Дмитро                       |
| Санні Мелес       | Віра                         |
| Доллі де Леон     | Ебігейл                      |
| Айріс Бербен      | Тереза                       |
| Вікі Берлін       | Паула                        |
| Генрік Дорсін     | Йармо Бьоркман               |
| Кароліна Джиннінг | Людмила                      |
| Ганна Ольденбург  |                              |
| Олівер Форд Девіс | Вінстон                      |
| Аманда Вокер      | Клементина                   |
| Арвін Кананіан    | Даріус                       |

## Фільмування
Вперше проєкт був анонсований режисером Рубеном Естлундом у червні 2017 року після того, як його фільм «Квадрат» отримав Золоту пальмову гілку на 70-му Каннському кінофестивалі. Він сказав, що фільм мав називатися «Трикутник смутку», «дика» сатира проти світу моди та надбагатих людей, із «зовнішністю як капіталом» і «красою як валютою» як основними темами. За словами режисера, назва посилається на термін, який використовуються пластичними хірургами для опису тривожної зморшки, яка виникає між бровами, яку можна усунути за допомогою ботокса за 15 хвилин.
За словами режисера на створення фільму його надихнула теорія Карла Маркса.
Дослідження деяких частин сценарію відбулося в травні 2018 року. Кастинг тривав з серпня по листопад 2018 року в містах Берлін, Париж, Лондон, Нью-Йорк, Лос-Анджелес і Гетеборг і продовжився в Москві в березні 2019 року. Розвідка розпочалася в січні 2019 року і тривала з перервами до жовтня 2019 року. З листопада 2019 року по першу половину лютого 2020 року Естлунд доопрацьовував останні деталі попереднього виробництва фільму.
Зйомки проходили у Греції та Швеції та зайняли загалом 73 дні. Перший етап зйомок розпочався 4 лютого 2020 року в шведському місті Тролльгеттан і завершився через 25 днів із введенням локдауну по всій Європі. Американський актор Вуді Гаррельсон зміг прилетіти до Швеції на зйомки лише у червні.
18 вересня того ж року виробництво фільму було відновлено на пляжі Гіліаду в Греції та тривало протягом 38 днів. Зйомки «Трикутника смутку» завершилися 13 листопада, результатом чого стали 73-денні зйомки. Рубен Естлунд зазначив, що довелось провести 1061 тест на COVID-19 протягом зйомок, і всі вони були негативними.
Зйомки також проходили на інших грецьких островах, на сценах Film i Vast у Тролльгеттані (Швеція) і в Середземному морі на яхті Christina O, яка раніше належала Арістотелю Онассісу та Жаклін Кеннеді.
Монтаж, який розпочався під час першого карантину, і постпродакшн фільму тривали 22 місяці.

## Критика
На веб-сайті агрегатора рецензій Rotten Tomatoes 73 % із 33 рецензій позитивні на фільм із середнім рейтингом 7,8/10. Консенсус сайту гласить: «„Трикутнику смутку“ не вистачає гостроти вражень попередніх робіт Естлунда, але цей чорний гумор на непристойно багатих має свою винагороду». На Metacritic фільм має середню оцінку 66 із 100 на основі 15 рецензій, що означає «загалом схвальні відгуки».

## Нагороди
- 2022 — Золота пальмова гілка 75-го Каннського кінофестивалю[23][24] .